# Heitor Rodrigues da Fonseca
Heitor Rodrigues da Fonseca (Pelotas, Río Grande del Sur, Brasil, 5 de noviembre de 2000), conocido solo como Heitor, es un futbolista brasileño. Juega de defensa y su equipo actual es el Guarani de la Serie B.

## Trayectoria
Formado en las inferiores del Internacional, Heitor debutó por el primer equipo el 14 de julio de 2019 contra el Athletico Paranaense por el Campeonato Brasileño.

## Estadísticas
Actualizado al último partido disputado el 29 de febrero de 2020.
| Internacional · Brasil                                                           |               |               |    |   |   |   |   |   |   |    |    |   |
| 1.ª                                                                              | 2019          | 20            | 0  | 0 | 0 | 0 | 0 | 0 | 0 | 20 | 0  |   |
| 1.ª                                                                              | 2020          | 0             | 0  | 4 | 1 | 0 | 0 | 0 | 0 | 4  | 1  |   |
| Total club                                                                       | Total club    | 20            | 0  | 4 | 1 | 0 | 0 | 0 | 0 | 24 | 1  |   |
| Total carrera                                                                    | Total carrera | Total carrera | 20 | 0 | 4 | 1 | 0 | 0 | 0 | 0  | 24 | 1 |
| (1) Incluye datos de la Copa de Brasil (2) Incluye datos de la Copa Libertadores |               |               |    |   |   |   |   |   |   |    |    |   |